# Dörlitz
Dörlitz ist eine Wüstung bei Freist im Landkreis Mansfeld-Südharz. Das Dorf befand sich in einem Landschaftseinschnitt südlich von Oeste, der in das Tal des Fleischbachs mündete. Durch diesen Landschaftseinschnitt fließt auch ein Rinnsal, das vermutlich die Lebensader des Ortes war. 

## Geschichte
- König Otto III. übergab am 6. Januar 992 neben weiteren Siedlungen den Ort Drogolisci an die Reichsabtei zu Quedlinburg, mit der Maßgabe, die Erträge der Stiftskirche Walbeck zufließen zu lassen.[1]
- Im Jahre 1477 wird das Dorf in einem Brief des Erzbischofs Ernst an die Grafen von Mansfeld als Darbitz erwähnt.